# Фельдкирхен-Вестерхам
Фельдкирхен-Вестерхам (нем. Feldkirchen-Westerham) — община в Германии, в земле Бавария. 
Подчиняется административному округу Верхняя Бавария. Входит в состав района Розенхайм.  Население составляет 10 328 человек (на 31 декабря 2010 года). Занимает площадь 52,24 км².